# Chaeteessites minutissimus
Chaeteessites minutissimus (лат.) — вид вымерших богомолов, типовой и единственный в роде Chaeteessites. Обнаружен в меловых таймырских янтарях из отложений Сибири (Янтардах, Красноярский край, Россия), датированных верхним сантонским ярусом (85,8—83,6 млн лет назад).

## Описание
Мелкого размера богомолы, отличающиеся передними голенями с двумя вентральным рядами шипиков.
Вид Chaeteessites minutissimus был впервые описан в 1993 году российскими палеоэнтомологами Вадимом Геннадьевичем Грачёвым и Владимиром Васильевичем Жерихиным (ПИН РАН, Москва), вместе с видами Baissomantis maculata, Baissomantis picta, Cretophotina mongolica, Kazakhophotina corrupta, Megaphotina sichotensis, Vitimophotina corrugata.
Его валидный статус был подтверждён в 2003 году в ходе ревизии меловых богомоловых американским энтомологом Дэвидом Гримальди (Grimaldi David A., American Museum of Natural History, США).

## Систематика
На февраль 2020 года таксономическое положение рода Chaeteessites остаётся неясным: авторы первоначального описания поместили его в состав семейства Chaeteessidae, а в результате ревизии 2003 года род отнесли к отряду богомоловых incertae sedis, то есть не включили ни в одно из семейств отряда.